# Удмуртські літературні альманахи
Удмуртські літературні альманахи (рос. Удмуртские литературные альманахи) — збірники художніх творів різних жанрів, складені за тематичним принципом. Перший альманах вийшов ще 1931 року удмуртською та російською мовами.

## Серії
Серія, яка присвячена початкам індустріалізації та колективізації:
- «Ми вормомы» — «Мы победим» («Ми переможемо», 1931);
- «Музъемез сайкатом» — «Пробудим землю» («Розбудимо землю», 1931);
- «Начало» («Початок», 1933).

Серія, присвячена 15-річчю Удмуртської автономії:
- «Будон» — «Рост» («Ріст», 1935);
- «Вормон» — «Победа» («Перемога», 1935);
- «Шудо шаер» — «Счастливый край» («Щасливий край», 1936).

Серія, присвячена Другій світовій війні:
- «Вормон сюрес» — «Дорога победы» («Дорога перемоги», 1944);
- «Кизили» («Зірка», 1946–1954).

## Збірки
Альманахи-збірки:
- «Между Волгой и Уралом» («Між Волгою та Уралом», 1977-1989);
- «Апрель» («Квітень», 1977);
- «Горизонт» (1980, 1982, 1984);
- «Йыр вадьсын инбам» — «Небо над головой» («Небо над головою», 1984)[1].
- «Инзарекъян» — «Сполохи» («Спалахи», 1991)[2].